# 理一视
理一视（Jonathan Lees；1835年—1902年），英国伦敦会传教士，在华传教35年（1862－1897）。
1835年，理一视出生于英格兰兰开夏郡曼彻斯特。
1862年，理一视受伦敦会差遣，前往中国传教，驻天津。1863年，艾约瑟转驻北京，天津教务改由理一视主持。1864年，理一视赴蒙古游行布道。理一视在天津创办了直隶第一所圣经学校养正书院，后来发展为新学书院。
1897年，理一视退休回国。1902年在英国去世，享年67岁。